# Unruhen im Vereinigten Königreich 2024
Die Unruhen im Vereinigten Königreich 2024 waren eine Serie gewalttätiger Ausschreitungen, die Ende Juli nach der Messerattacke in Southport begannen und sich innerhalb von Tagen auf Städte in England und Nordirland ausweiteten. Angesichts zunehmender Gegendemonstrationen und des Durchgreifens der Polizei ebbten die zumeist rechtsradikalen Proteste bis Mitte August 2024 wieder ab. Sie gelten als die schwersten Unruhen im Vereinigten Königreich seit den Ausschreitungen im Jahr 2011 und stellten eine erste Bewährungsprobe für die Anfang Juli 2024 gewählte Regierung von Keir Starmer dar.

## Die Rolle der sozialen Netzwerke

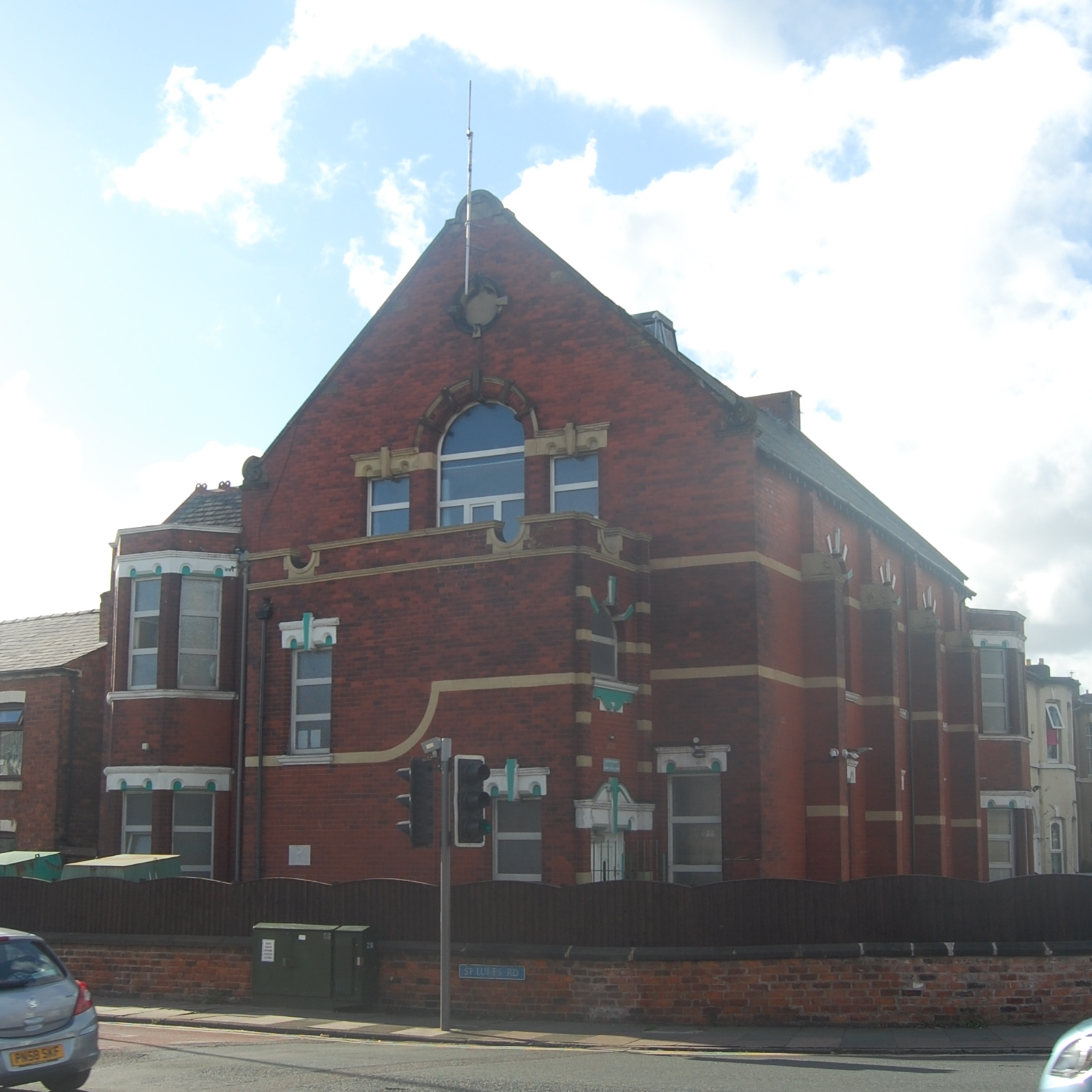
Southporter Moschee, Schauplatz der ersten Ausschreitungen

Hauptsächlich über X wurden alsbald Falschmeldungen über den Täter und die Hintergründe der Messerattacke verbreitet.
In den Tagen darauf kam es in britischen Städten zu teils gewaltsamen Protesten von islamfeindlichen und rechtsradikalen Gruppen. Ungeachtet der raschen Offenlegung der Identität des mutmaßlichen Täters durch das Liverpooler Gericht wurde das Verbrechen zum Anlass für Demonstrationen gegen die Migrationspolitik der britischen Regierung genommen, teilweise fanden Kundgebungen vor Asylunterkünften und Angriffe darauf statt. Organisiert wurden die Demonstrationen nicht nur von der Patriotic Alternative, sondern auch von der rechtsextremen Partei British National Front und zahlreichen kleineren rechtsradikalen Gruppierungen. Auch der verurteilte Rechtsradikale Tommy Robinson rief über X (früher: Twitter) und Telegram zu weiteren Protesten auf.
Elon Musk, der im Jahr 2022 Twitter übernommen und im November 2023 den Account Tommy Robinsons entsperrt hatte, erklärte wenige Tage nach Beginn der Unruhen einen Bürgerkrieg in Großbritannien für unausweichlich und beschuldigte wenig später im Zusammenhang mit antirassistischen und pro-muslimischen Gegendemonstrationen die britische Polizei einer einseitigen Herangehensweise an die Unruhen. Er beteiligte sich an der Verbreitung von Inhalten, die zu einer Spaltung der britischen Gesellschaft beitragen konnten.  Der Online Safety Act war Ende Oktober 2023 verabschiedet worden. Nach diesem   umfangreichen Gesetz sind Social-Media-Plattformen ab 2025 gehalten, illegale Inhalte beispielsweise rassistischen Charakters nicht mehr weiterzuverbreiten. Dies hatte in der Vergangenheit schon dazu geführt, dass Musk Bedenken wegen Verlusts der Meinungs- und Redefreiheit geäußert hatte. Sander van der Linden, Professor für Sozialpsychologie in Cambridge, äußerte die Vermutung, Musk habe sich auf seiner eigenen Plattform selbst radikalisiert.

## Die Unruhen

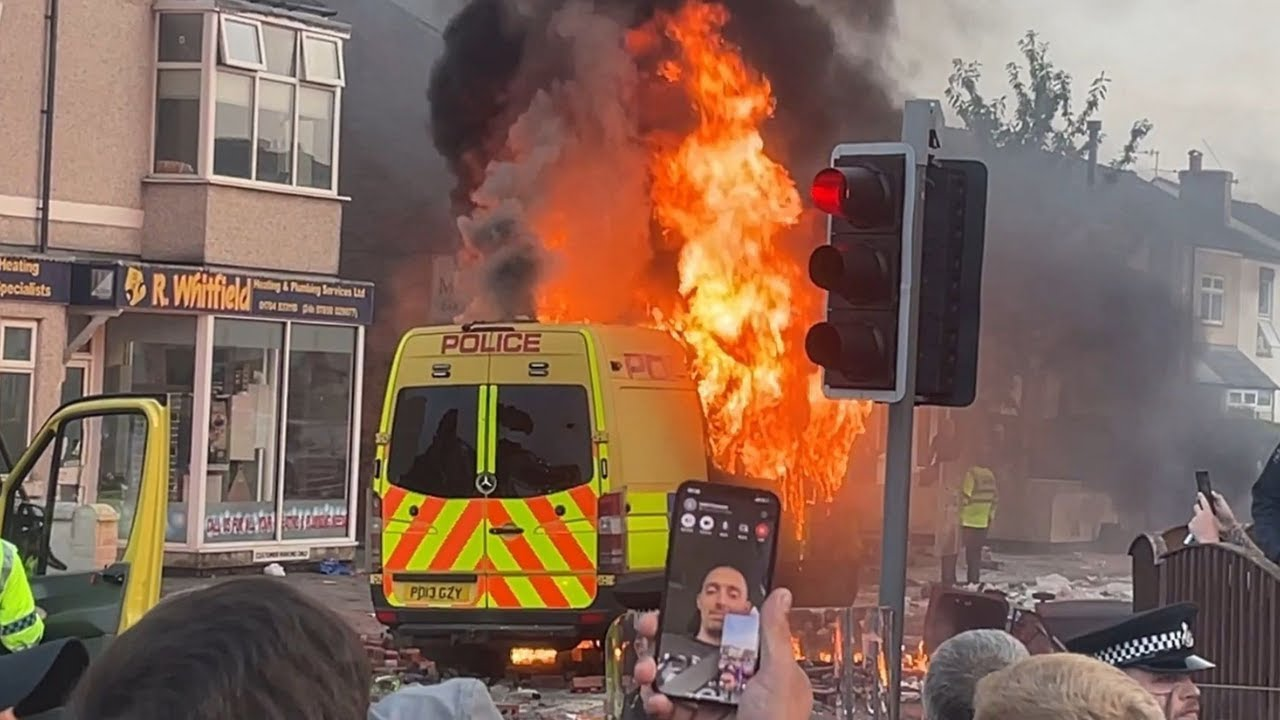
Brennendes Polizeiauto in Southport am 30. Juli 2024

Am 30. Juli, dem Tag nach der Messerattacke, versammelten sich abends Hunderte von Demonstranten vor der Southporter Moschee und riefen „No surrender!“ und „English till I die!“
Am 31. Juli 2024 kam es bei einer Demonstration unter dem Motto „Enough is enough“ („Genug ist genug“) nahe der Londoner Downing Street, dem Amtssitz des Premierministers, zu gewaltsamen Ausschreitungen zwischen Rechtsradikalen und der Polizei, bei denen über 100 Demonstranten vorübergehend festgenommen wurden. Weitere Kundgebungen wurden aus Manchester, Hartlepool und Aldershot gemeldet.
In den Folgetagen wurden aus zahlreichen weiteren Städten im Vereinigten Königreich antiislamische Demonstrationen vermeldet, die unter anderem in der nordostenglischen Stadt Hull und im nordirischen Belfast zu Randalen geführt hatten. Dabei gab es auch zunehmend Gegendemonstrationen antifaschistischer und antirassistischer Gruppen. Alleine am 3. August 2024 wurden landesweit 147 Personen wegen der Beteiligung an Ausschreitungen festgenommen. Bis zum 9. August stieg die Zahl der vorläufig Festgenommenen auf mehr als 700.
Am Freitag, dem 2. August 2024, traf die Gewaltwelle die Hafenstadt Sunderland. Diese Stadt hatte durch den Niedergang des Kohlenabbaus und der Schiffbauindustrie zwischen 1975 und 1989 ein Viertel ihrer Arbeitsplätze verloren; Frustration und Hoffnungslosigkeit hätten sich, so eine Analyse in der New York Times, mit der Angst vor dem, was Nigel Farage als „uncontrolled migration from the European Union“ („unkontrollierte Zuwanderung aus der Europäischen Union“) bezeichne, gemischt. Seit dem Brexit, so wurde der Leiter des Sunderlander Inter Faith Forums zitiert, sei Sunderland eine tickende Zeitbombe gewesen. Am Tag nach den gewalttätigen Ausbrüchen versammelten sich Einwohner, um die Spuren zu beseitigen; wieder einen Tag später fand ein kleiner Friedensmarsch statt. Rund 700 Personen hatten sich an der „Orgie der Gewalt“ in Sunderland beteiligt, bei der mehrere Ordnungskräfte verletzt wurden, ein Gebäude ausbrannte und Geschäfte ausgeraubt wurden.

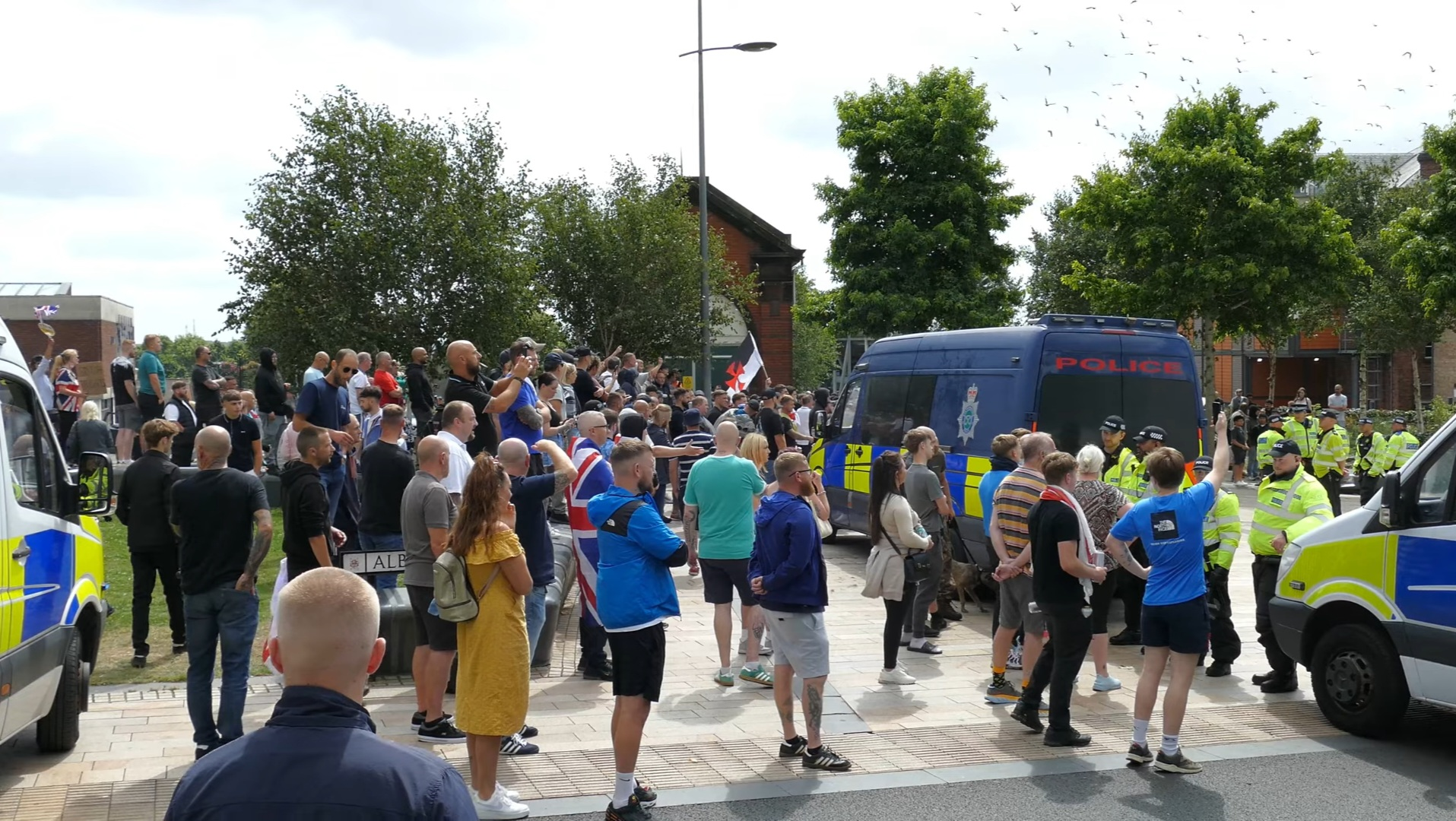
Protestierende in Stoke-on-Trent am 3. August 2024

In Bristol kam es am Samstag, dem 3. August 2024, zu einem Zusammenstoß zwischen Rechtsextremen und Gegendemonstranten. Ein Hotel, das als Unterkunft für Asylsuchende diente, wurde angegriffen. Ferner wurden Fenster eingeworfen und ein Polizeifahrzeug beschädigt. 16 Personen wurden sofort festgenommen, mit weiteren Festnahmen war nach der Identifizierung der Straffälligen zu rechnen. In Manchester kam es zu chaotischen Szenen, als Anti-Immigrations-Demonstranten mit Friedensdemonstranten zusammenstießen. In Belfast beteiligte sich Glen Kane, der einst eine neunjährige Gefängnisstrafe wegen der Tötung des Katholiken Kieran Patrick Abram abzusitzen hatte, an den Ausschreitungen.

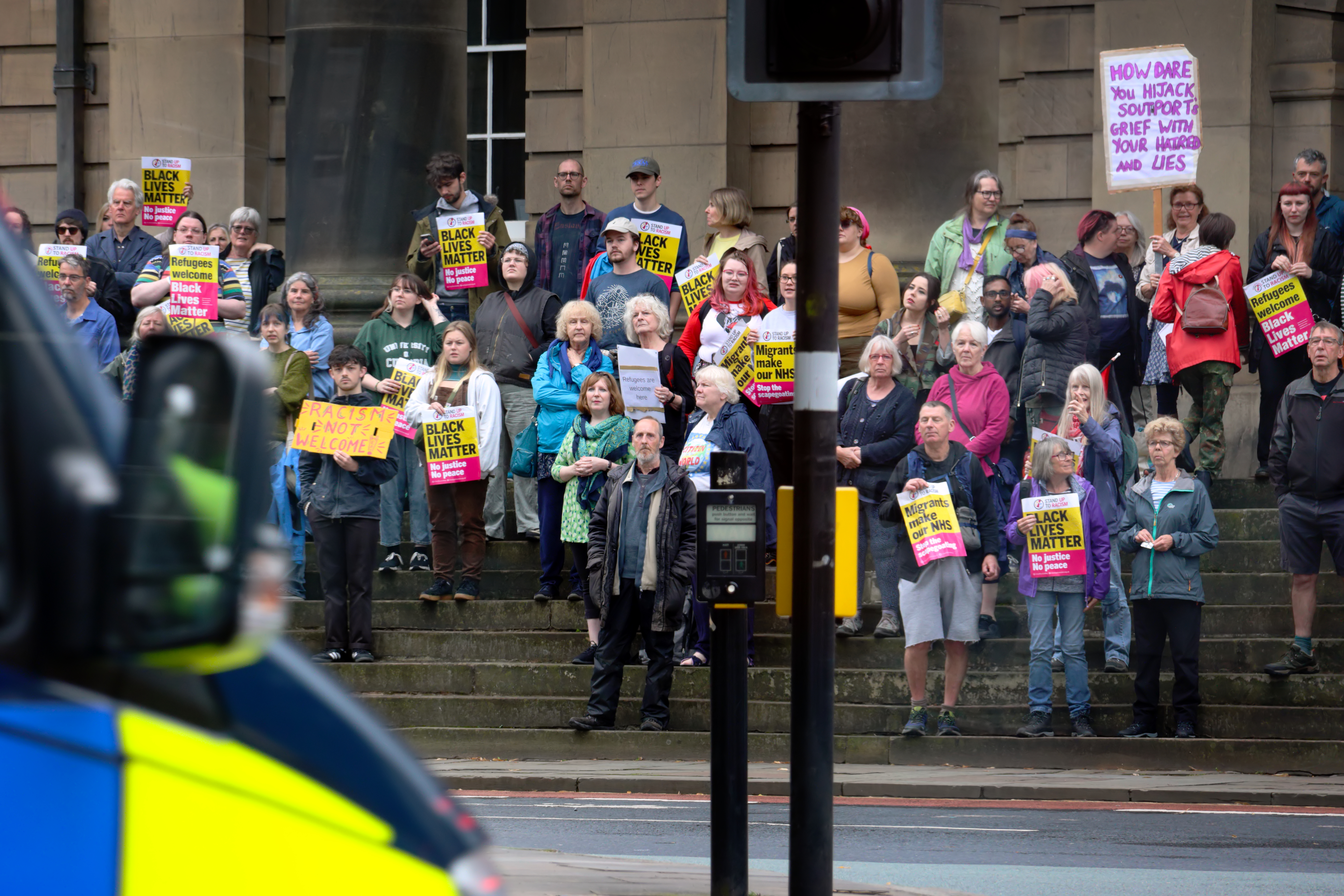
Demonstration gegen Rassismus in Lancaster am 4. August 2024

Am Sonntag, dem 4. August 2024, wurden in Middlesbrough um die Parliament Road herum Einwohner bedroht, Geschäfte und Fahrzeuge beschädigt und Polizisten angegriffen. In Bolton demonstrierten rund 300 Personen vor der Stadthalle gegen Immigranten. Gegenstände wurden geworfen, darunter auch Feuerwerkskörper. Zahlreiche Teilnehmer hatten ihre Gesichter verhüllt. Ebenfalls etwa 300 Personen griffen diese Gruppe unter Allahu-akbar-Rufen an.
Am 5. August waren Belfast, Plymouth und Birmingham betroffen. An diesem Tag wandte sich ein Verwandter der Yoga-Lehrerin, während deren Tanzkurs die Messerattacke in Southport stattgefunden hatte, öffentlich an die Marodierenden und erklärte die Unruhen für „widerlich“ und sinnlos. „Just stop it“ („Hört einfach auf damit“) forderte er den Mob auf. „It's pathetic... just go home“ („Es ist erbärmlich ... geht einfach nach Hause“). Den Aktionen in Belfast hatten sich offenbar auch rechtsextreme Agiatoren aus Dublin angeschlossen. In dem Dorf Coolock bei Dublin hatte es schon einige Wochen zuvor gewalttätige Protestaktionen gegen die Unterbringung von Asylsuchenden und gegen die Immigrationspolitik der irischen Regierung gegeben.
Drei erwachsene Randalierer und drei Teenager wurden am Dienstag, dem 6. August, in Belfast festgenommen, nachdem sie erhebliche Sachbeschädigungen begangen hatten.
Für den 7. August wurden Aktionen von Rechtsextremen im nördlichen, nordwestlichen und östlichen London erwartet. Mehr als 1300 Polizeikräfte wurden bereitgestellt, Läden frühzeitig geschlossen und Fenster mit Brettern verrammelt. Doch in Walthamstow versammelten sich über 1000 Demonstranten mit Friedensbotschaften, und auf der High Road in North Finchley wurde ebenso wie in Harrow gegen Rassismus und Fremdenfeindlichkeit und für friedlichen Zusammenhalt demonstriert. Die rechten Unruhestifter blieben in der Minderzahl. In Croydon versammelten sich rund 50 Menschen, die Störungen planten. Das habe nichts mit irgendeiner Art von Protest zu tun, sondern sei „pure anti-social behaviour“ („rein asoziales Verhalten“), twitterte die Polizei. Acht Personen wurden festgenommen. Insgesamt wurden bis zu diesem Tag etwa 400 Personen im Zusammenhang mit den Unruhen festgenommen. Der Tag wurde als Wendepunkt in der Entwicklung der Unruhen angesehen, jedoch noch nicht als das Ende dieser Vorkommnisse, zumal der relativ friedliche Verlauf dieses Tages möglicherweise hauptsächlich der Abschreckung durch die hohe Polizeipräsenz und durch die ersten Gefängnisstrafen, die für Gewalttäter verhängt worden waren, zu verdanken war. Auch in Bristol, das einige Tage zuvor Schauplatz gewalttätiger Aktionen gewesen war, fand am 7. August 2024 eine Gegendemonstration statt.

## Reaktionen im Inland
Premierminister Keir Starmer verurteilte die Ausschreitungen als „rechtsextremes Rowdytum“ und kündigte an, die Gewalttäter zur Rechenschaft zu ziehen. Bereits nach der Eskalation der Proteste in London diskutierten Starmer, Innenministerin Yvette Cooper und Justizministerin Shabana Mahmood Maßnahmen mit den Polizeibehörden, um eine weitere Ausbreitung der Randalen zu unterbinden. Kritisiert wurde dabei die Rolle sozialer Netzwerke wie X, die ungeprüft Fake News verbreiten und den Rechtsradikalen die Organisation weiterer Kundgebungen erleichtern. Kritisiert wurde in diesem Zusammenhang von verschiedenen Medien und Politikern die Rolle des rechtspopulistischen Politikers Nigel Farage, Parteiführer der Partei Reform UK, bei der Verbreitung von Unwahrheiten und Verschwörungstheorien.
Die BBC veröffentlichte, sobald die ersten Gerichtsurteile gefallen waren, Bilder und Namen volljähriger Verurteilter samt Anklagepunkten und Strafmaß.
Am 9. August äußerte sich König Charles erstmals über die Unruhen, lobte die Polizei und die Rettungsdienste und mahnte „gegenseitigen Respekt“ und „Einigkeit und Verständnis“ an.
Niklaus Nusplinger, Korrespondent der Neuen Zürcher Zeitung in London, sah als Ursachen der Krawalle die „hohe Migration und Perspektivenlosigkeit der weissen Unterschicht“. Seit dem Brexit-Referendum habe sich die Zuwanderung ins Vereinigte Königreich verdoppelt. Die Repressionen, mit denen auf die Ausschreitungen reagiert werde, seien natürlich zur Abschreckung und zur Löschung der „Brandherde“ wirksam, in der Folge allerdings müsse sich die britische Regierung andere Lösungen einfallen lassen. Nusplinger verwies auf einen Artikel im Daily Telegraph, in dem Starmer empfohlen werde, sich an Margaret Thatcher zu orientieren. Thatcher hatte 1981 auf Unruhen in Migrantenquartieren zunächst ebenfalls mit hartem Durchgreifen reagiert, dann aber versucht, Änderungen in Problemvierteln herbeizuführen. Es wäre kein Zeichen von Schwäche, war in besagtem Leitartikel im Telegraph zu lesen, wenn Starmer sich an der „iron lady“ ein Vorbild nähme. Starmer müsse sich der „underlying causes and concerns“, die zu den Gewaltausbrüchen geführt hätten, annehmen. „Urban regeneration“ sei zu Thatchers Zeit ein Mittel der Wahl gewesen. Starmer müsse „come up with a realistic plan that will convince the public that immigration is under control and being well managed“, was allerdings schon seinen Vorgängern nicht geglückt sei, und er müsse glaubwürdig vermitteln, dass es in Großbritannien kein two-tier policing gebe. Ferner würden die Autoritäten im Land offenbar als zu wenig offen und ansprechbar wahrgenommen; in den ersten Tagen nach der Tötung der Mädchen in Southport habe es an Kommunikation gemangelt, was die Fehlinformationen über Plattformen wie X erst möglich gemacht habe.
Basierend auf Untersuchungen des Royal United Service Institute (RUSI) wurde Starmers Klassifizierung der Ausschreitungen als „thuggery“ am 11. August 2024 im Guardian kritisiert: Sie spiele das Problem herunter und behindere damit eine wirksame Bekämpfung der Erscheinung. Rechtsextremistische Ausschreitungen dieser Art müssten gleich behandelt werden wie beispielsweise Anschläge mit Dschihad-Hintergründen, also als Terrorismus. Das Problem der rechten Gewalt sei von Politikern und der Öffentlichkeit über Jahre hin weitgehend ignoriert worden. Es sei auch kein auf das UK beschränktes Phänomen, sondern gehöre zu einer schon länger beobachteten gesamteuropäischen Problematik, wie etwa die Ausschreitungen in Dublin 2023 und in Chemnitz 2018 erkennen ließen. Diese Analyse kam also bezüglich der Two-tier-Problematik genau zum entgegengesetzten Ergebnis wie Musk und Konsorten.

## Reaktionen außerhalb Großbritanniens
Als Reaktion auf die anhaltenden Unruhen veröffentlichten am 5. August mehrere Länder, darunter Australien, Nigeria und Indonesien, Reisewarnungen für das Vereinigte Königreich.
Im Namen von Wladimir Putins russischer Regierung äußerte sich Marija Sacharowa zu den Ausschreitungen und forderte die britische Regierung auf, „von ungerechtfertigter oder unverhältnismäßiger Gewaltanwendung“ abzusehen und das „Recht auf Versammlungsfreiheit zu gewährleisten“. Sie betonte das Recht darauf, „eine Ablehnung der Regierungspolitik“ zu äußern. In der britischen Presse wurde diese Einmischung als „rather unhelpful“ bezeichnet.